# Organización territorial de la República Democrática Alemana

Distritos de la RDA.

El distrito (en alemán Bezirk) fue la división administrativa básica de la República Democrática Alemana (RDA) desde 1952 hasta su disolución en 1990. La reforma administrativa efectuada en la RDA en 1952 dividió al país en catorce distritos y éstos a su vez en distritos rurales (Landkreise) y urbanos (Stadtkreise). El Consejo de Estado de la RDA otorgó a Berlín (Este) una autonomía similar a un distrito, aunque no constituyó ni formó parte de ninguno.
Los distritos por densidad de población y tamaño eran equivalentes a las regiones administrativas de la República Federal Alemana (RFA). Estas divisiones carecían de autonomía política como sí ocurría en cambio con los estados federados (Länder) de su contraparte occidental. Igualmente, los distritos de la RDA no poseían un autogobierno local, asemejándose a las entidades políticas comunales en dicho aspecto.
Los distritos de la RDA se integraron con los diez estados federados de la RFA (Länder) y Berlín el 14 de octubre de 1990 mediante una ley aprobada el 22 de julio del mismo año como parte del proceso de la reunificación alemana. El nombre de dicha ley es «Ley Constitucional para la formación de estados federados en la República Democrática Alemana».

## Lista de distritos
Esta es la lista de los distritos que conformaron la RDA de norte a sur:
| Mapa | Distrito           | Superficie en km² | Habitantes (1989) | Densidad hab./km² | Matrícula | División administrativa                                     | Municipios |
| ---- | ------------------ | ----------------- | ----------------- | ----------------- | --------- | ----------------------------------------------------------- | ---------- |
|      | Rostock            | 7.075             | 916.500           | 130               | A         | 10 distritos rurales, 4 distritos urbanos                   | 360        |
|      | Nuevo Brandeburgo  | 10.948            | 620.500           | 57                | C         | 14 distritos rurales, 1 distrito urbano                     | 492        |
|      | Schwerin           | 8.672             | 595.200           | 69                | B         | 10 distritos rurales, 1 distrito urbano                     | 389        |
|      | Potsdam            | 12.568            | 1.123.800         | 89                | D, P      | 15 distritos rurales, 2 distritos urbanos                   | 755        |
|      | Fráncfort del Óder | 7.186             | 713.800           | 99                | E         | 9 distritos rurales, 3 distritos urbanos                    | 438        |
|      | Magdeburgo         | 11.526            | 1.249.500         | 108               | H, M      | 19 distritos rurales, 1 distrito urbano                     | 655        |
|      | Cottbus            | 8.262             | 884.700           | 107               | Z         | 14 distritos rurales, 1 distrito urbano                     | 574        |
|      | Halle              | 8.771             | 1.776.500         | 203               | K, V      | 20 distritos rurales, 3 distritos urbanos                   | 684        |
|      | Leipzig            | 4.966             | 1.360.900         | 274               | S, U      | 12 distritos rurales, 1 distrito urbano                     | 422        |
|      | Érfurt             | 7.349             | 1.240.400         | 169               | L, F      | 13 distritos rurales, 2 distritos urbanos                   | 719        |
|      | Dresde             | 6.738             | 1.757.400         | 261               | R, Y      | 15 distritos rurales, 2 distritos urbanos                   | 594        |
|      | Karl-Marx-Stadt*   | 6.009             | 1.859.500         | 309               | T, X      | 21 distritos rurales, 3 distritos urbanos                   | 601        |
|      | Gera               | 4.004             | 742.000           | 185               | N         | 11 distritos rurales, 2 distritos urbanos                   | 528        |
|      | Suhl               | 3.856             | 549.400           | 142               | O         | 8 distritos rurales, 1 distrito urbano                      | 358        |
|      | Berlín**           | 403               | 1.279.200         | 3174              | I         | (11 distritos administrativos)                              | 1          |
|      | RDA                | 108.333           | 16.669.300        | 154               | –         | 191 distritos rurales, 27 distritos urbanos (+ Berlín Este) | 7570       |

*) El distrito de Karl-Marx-Stadt llevó en su comienzo y final el nombre de distrito de Chemnitz, en referencia a la ciudad de Chemnitz, que se llamó Karl-Marx-Stadt desde el 10 de mayo de 1953 hasta el 30 de mayo de 1990.

**) Oficialmente, Berlín Este no era ningún distrito, aunque desde 1961 su estatus fue equiparado al de distrito.

## Tras la reunificación

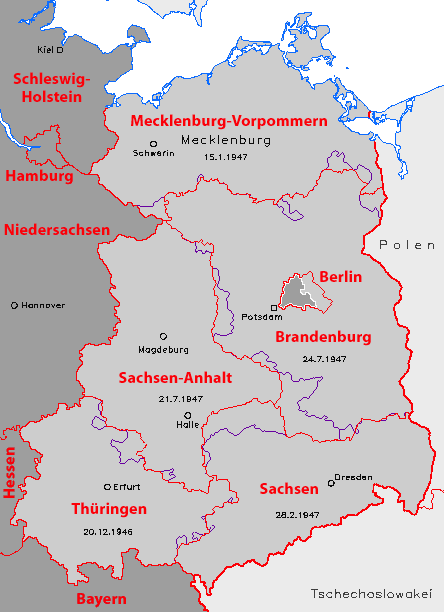
Los 5 Länder de la RDA.
En violeta, los límites de los Länder de 1947 a 1952.
En rojo, los nombres y límites de los nuevos Länder, instaurados en 1990.

La reunificación alemana implicó la disolución de los distritos y su sustitución por los nuevos estados federados (neue Bundesländer), que heredaron, con pocas diferencias, el nombre y los límites de los que fueron abolidos con la reforma de 1952.
Los estados actuales que sustituyeron a los distritos de la RDA son:
- Brandeburgo
- Mecklemburgo-Pomerania Occidental
- Sajonia
- Sajonia-Anhalt
- Turingia